# Kursächsische Halbmeilensäule Bad Lausick

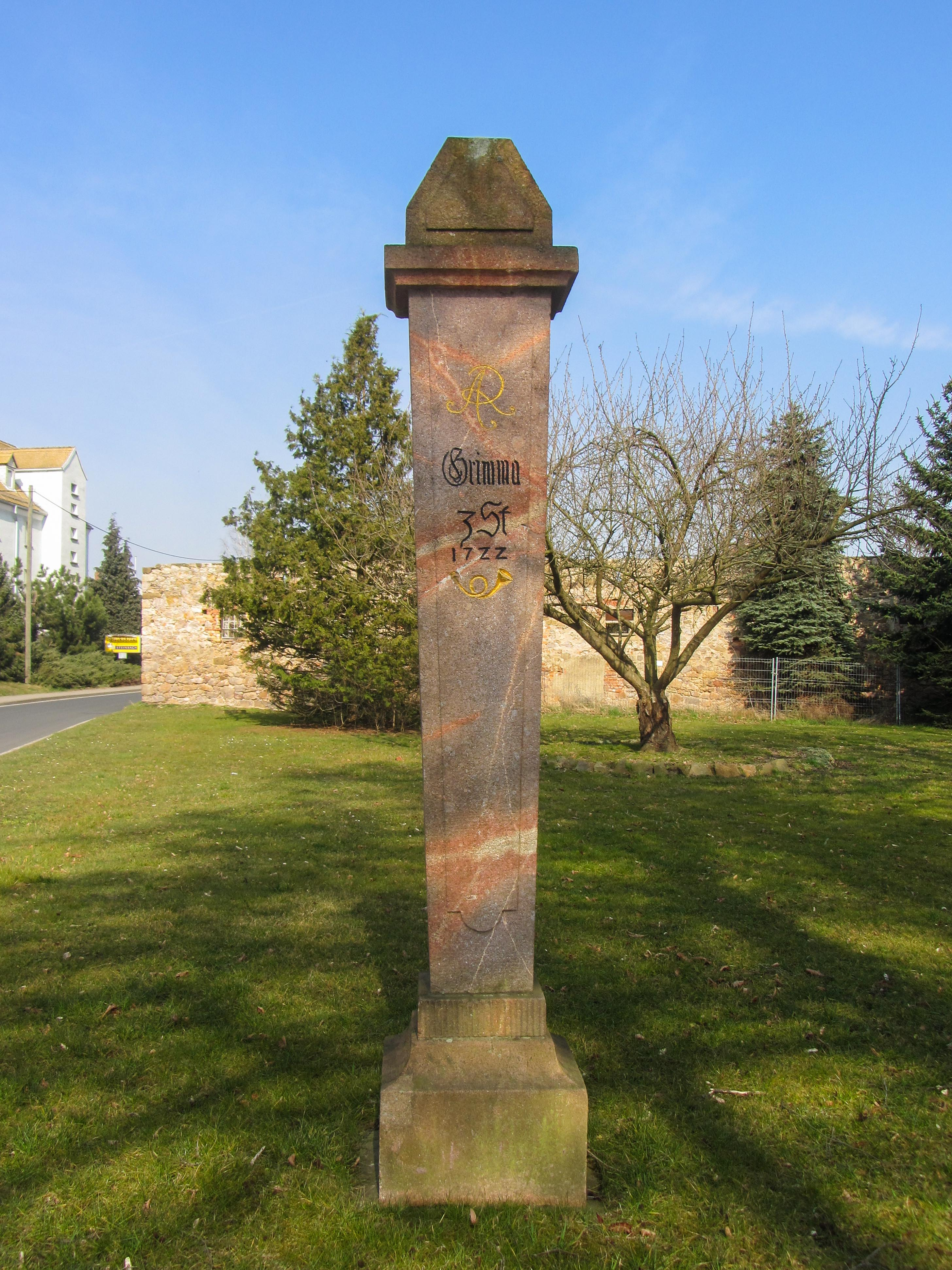
Halbmeilensäule

Die denkmalgeschützte kursächsische Halbmeilensäule Bad Lausick gehört zu den Postmeilensäulen, die im Auftrag des Kurfürsten Friedrich August I. von Sachsen durch den Land- und Grenzkommissar Adam Friedrich Zürner in der 1. Hälfte des 18. Jahrhunderts im Kurfürstentum Sachsen errichtet worden sind. Sie befindet sich im Ortsteil Steinbach der sächsischen Kurstadt Bad Lausick im Landkreis Leipzig, an der Ecke Lauterbacher/Beuchaer Straße.

## Geschichte
Die Säule gehört zur Poststraße von Grimma nach Borna. Sie trägt die Jahreszahl 1722 und die Reihennummer 6. Die Säule besteht aus Porphyrtuff. 1974 wurde der beschädigte Schaft der Säule im Straßengraben gefunden, eine Kopie angefertigt und 1981 die rekonstruierte Halbmeilensäule wiederaufgestellt. Das Originalteil des Schaftes verwendete man nicht wieder und überführte es ins Bergelager Trebsen. Nach dessen Auflösung befindet es sich in einem Lapidarium in Meißen.